# Пелікан-Рапідс (Міннесота)
Пелікан-Рапідс (англ. Pelican Rapids) — місто (англ. city) в США, в окрузі Оттер-Тейл штату Міннесота. Населення — 2577 осіб (2020).

## Географія
Пелікан-Рапідс розташований за координатами 46°34′13″ пн. ш. 96°5′9″ зх. д. / 46.57028° пн. ш. 96.08583° зх. д. (46.570281, -96.085853).  За даними Бюро перепису населення США в 2010 році місто мало площу 6,81 км², з яких 6,55 км² — суходіл та 0,25 км² — водойми.

## Демографія
Згідно з переписом 2010 року, у місті мешкали 2464 особи в 904 домогосподарствах у складі 569 родин. Густота населення становила 362 особи/км².  Було 984 помешкання (145/км²).
Расовий склад населення:
| - 74,1 % — білих - 5,8 % — чорних або афроамериканців - 3,2 % — азіатів - 0,9 % — корінних американців - 0,7 % — вихідців з тихоокеанських островів - 11,6 % — осіб інших рас |

До двох чи більше рас належало 3,7 %. Частка іспаномовних становила 31,5 % від усіх жителів.
За віковим діапазоном населення розподілялося таким чином: 28,6 % — особи молодші 18 років, 54,3 % — особи у віці 18—64 років, 17,1 % — особи у віці 65 років та старші. Медіана віку мешканця становила 35,4 року. На 100 осіб жіночої статі у місті припадало 98,2 чоловіків;  на 100 жінок у віці від 18 років та старших — 95,3 чоловіків також старших 18 років.
Середній дохід на одне домашнє господарство  становив 45 601 долар США (медіана — 40 246), а середній дохід на одну сім'ю — 48 688 доларів (медіана — 42 206). Медіана доходів становила 31 682 долари для чоловіків та 26 296 доларів для жінок. За межею бідності перебувало 23,0 % осіб, у тому числі 41,3 % дітей у віці до 18 років та 9,4 % осіб у віці 65 років та старших.
Цивільне працевлаштоване населення становило 1151 осіб. Основні галузі зайнятості: виробництво — 40,2 %, будівництво — 12,3 %, роздрібна торгівля — 12,2 %, освіта, охорона здоров'я та соціальна допомога — 12,2 %.